# كاترين الإسكندرانية

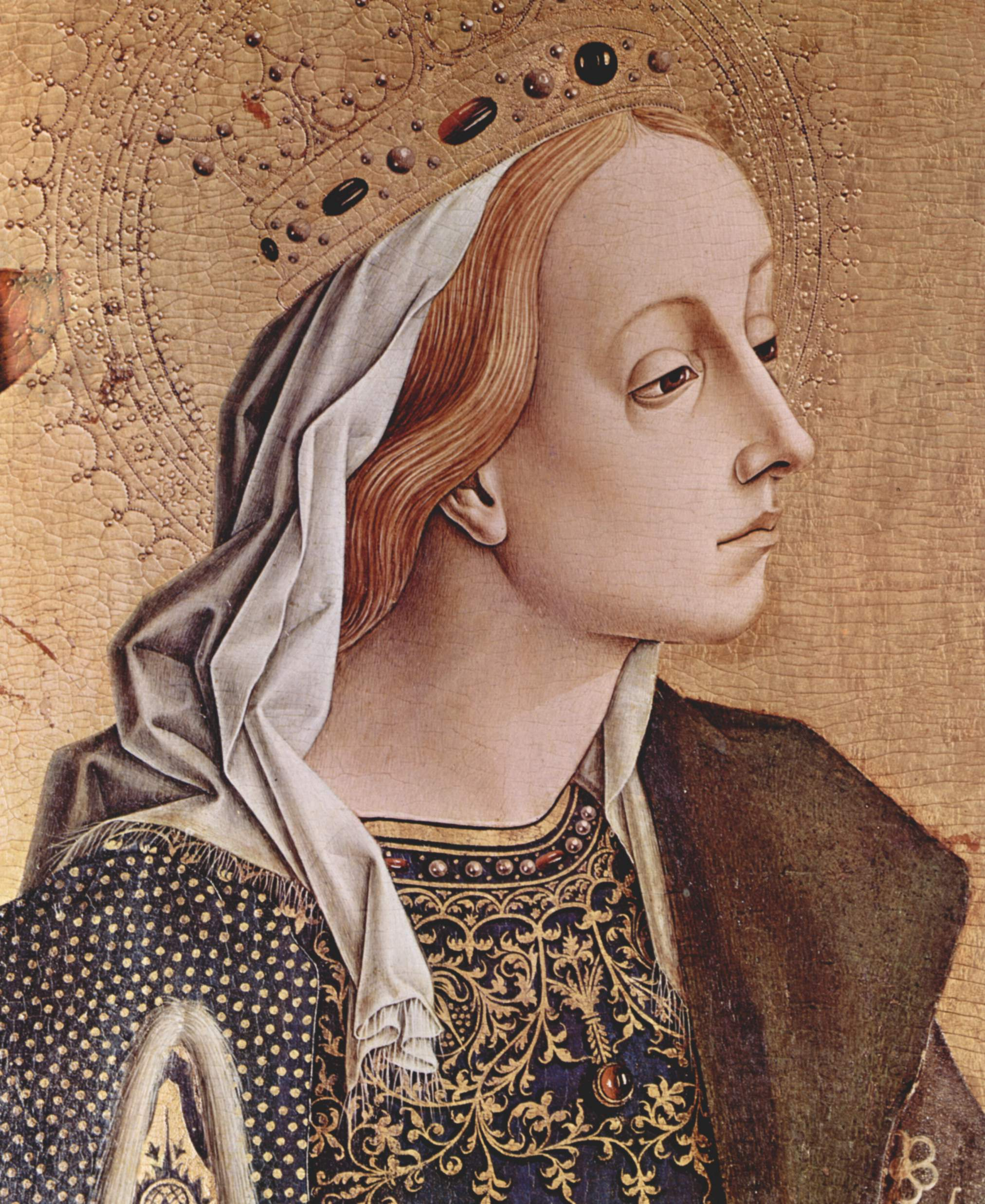
كاترينا الإسكندرانية، لوحة لكارلو كريفيلي

كاترينا الإسكندرانية (باليونانية: ἡ Ἁγία Αἰκατερίνη ἡ Μεγαλομάρτυς) أو كاثرين الإسكندرانية، والمعروفة أيضًا باسم سانت كاترين الإسكندرانية، وسانت كاترين ذات العجلة والشهيدة الكبرى سانت كاترين؛ (بالعربية: سانت كاترين)؛ (باللاتينية: Catharina Alexandrina) هي قديسة مصرية مسيحية يُعتقد أنها كانت عالمة عاشت في القرن الرابع الميلادي.
وفقًا لسير القداسة، كانت أميرة وباحثة مرموقة أصبحت مسيحية في سن الرابعة عشرة تقريبًا، وحولت مئات الأشخاص إلى المسيحية واستشهدت في سن الثامنة عشرة تقريبًا. بعد أكثر من 1100 عام من استشهاد كاثرين، حددتها جان دارك كواحدة من القديسين الذين ظهروا لها وقدموا لها المشورة. تعتبر في الكنيسة القبطية الأرثوذكسية شهيدة، وفي الكنيسة الكاثوليكية تعتبر أحد المساعدين الأربعة عشر. يرى بعض العلماء المعاصرين أن أسطورة كاترين على الأرجح تستند على حياة ومقتل الفيلسوفة اليونانية هيباتيا، مع عكس أدوار المسيحيين والوثنيين.

## حياتها وفقا للتقاليد
ولدت بالإسكندرية في نهاية القرن الثالث الميلادي، ووصفت بالحكمة والعقل والحياء. تربت على محبة السيد المسيح، والتحقت بالمدارس وتثقفت بعلوم زمانها، وكانت مثابرة على الاطلاع والتأمل في الكتاب المقدس. ولما بلغت الثامنة عشر كانت قد درست اللاهوت والفلسفة على أيدي أكبر العلماء المسيحيين حينذاك وتعمّدت في عام 305 م.

### التعذيب والاستشهاد

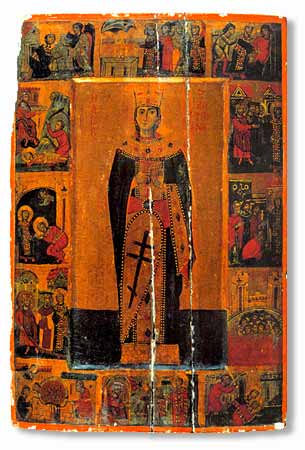
ايقونة القديسة كاترين بالإسكندرية مع مناظر من استشهادها

أمر الإمبراطور بإخضاع القديسة لتعذيب رهيب ثم رميها في السجن. أثناء الحبس، عالجت الملائكة جروحها بالمرهم وكانت تغذيها يوميًا حمامة من السماء كما زارها المسيح أيضًا، وشجعها على القتال بشجاعة، ووعدها بإكليل المجد الأبدي. 
خلال سجنها جاء أكثر من 200 شخص لرؤيتها، بمن فيهم زوجة ماكسينتيوس، فاليريا ماكسيميلا؛ كلهم اعتنقوا المسيحية واستشهدوا فيما بعد. بعد اثني عشر يومًا، عندما تم فتح الزنزانة، ملأها ضوء ساطع وعطر عطري، وظهرت كاثرين أكثر إشراقًا وجمالًا. 
عند فشل ماكسينتيوس في جعل كاثرين تستسلم عن طريق التعذيب، حاول كسب الأميرة الجميلة والحكيمة باقتراح الزواج.  رفضت كاترين، معلنة أن زوجها هو يسوع المسيح، الذي كرست له عذريتها. 
حكم الإمبراطور الغاضب على كاثرين بالموت على عجلة تكسير شائكة، لكنها تحطمت عند لمسها.  أمر ماكسينتيوس بقطع رأسها. أمرت كاثرين ببدء الإعدام. مادة شبيهة بالحليب تتدفق من رقبتها بدلاً من الدم. 
بعد استشهادها بخمسة قرون رأى راهب في سيناء جماعة من الملائكة يحملون جثمانها الطاهر، ويطيرون به ويضعونه بحنان على قمة جبل في سيناء. انطلق الراهب إلى قمة الجبل فوجد الجسد الطاهر كما نظره في الرؤيا، وكان يشع منه النور. حمله الراهب إلى كنيسة موسى النبي. نُقل الجسم المقدس بعد ذلك إلى كنيسة التجلي في الدير الذي بناه الإمبراطور جوستنيان في القرن السادس، وعُرف الدير باسم دير سانت كاترين.

### تبجيل
في القرن السادس، أنشأ الإمبراطور الشرقي جستنيان ما يُعرف الآن بدير سانت كاترين في مصر (وهو في الواقع مكرس لتجلي المسيح). يقوم عدد لا يحصى من الناس بالحج إلى الدير لتلقي الشفاء المعجزة من كاترين. 

## الواقعية التاريخية

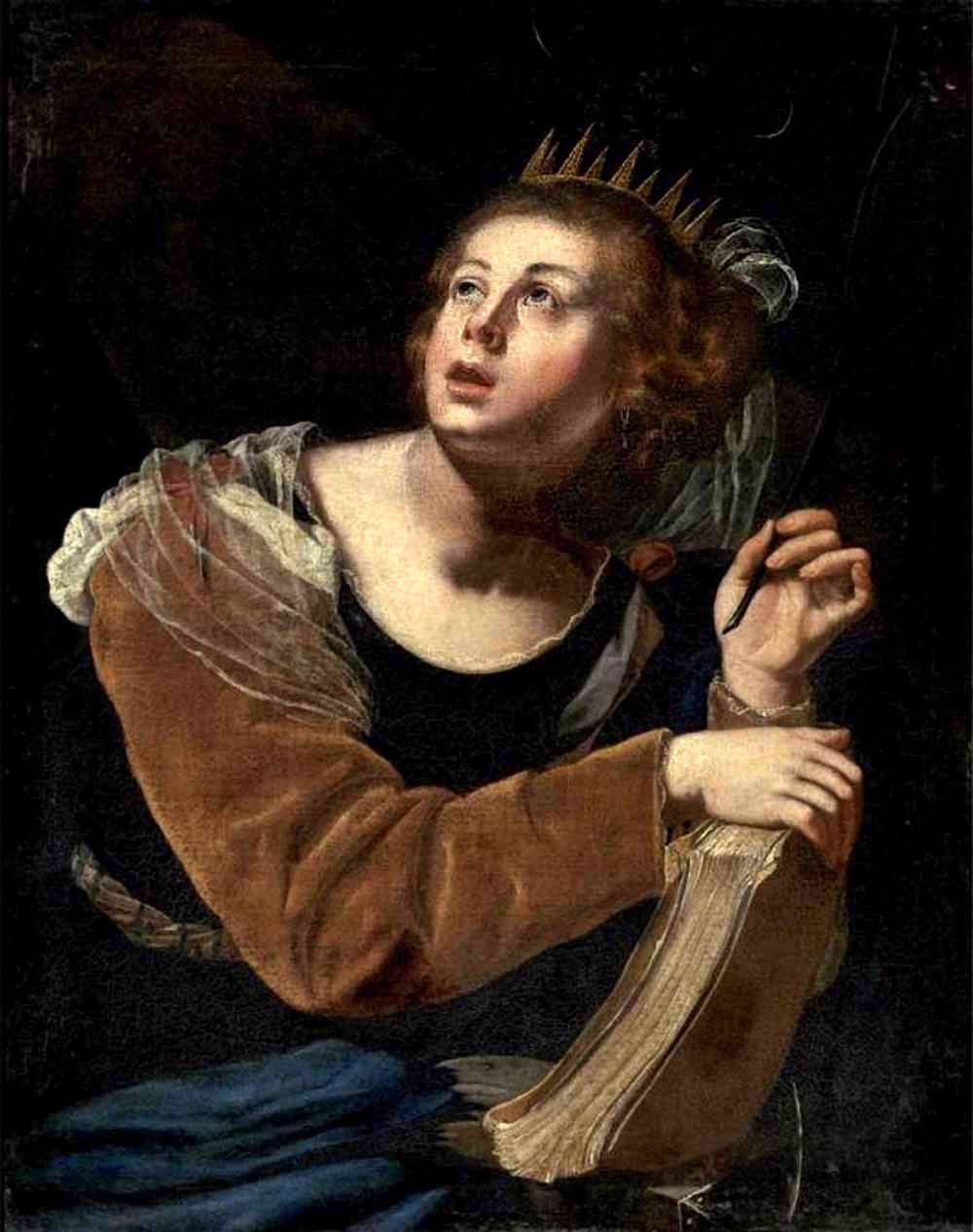
سانت كاترين الإسكندرانية لأرتميسا جنتيلسكي

يرفض دونالد أتووتر (المؤلف الإنجليزي الكاثوليكي، 1892-1977) ما أسماه «أسطورة» كاترين، بحجة عدم وجود أي «دليل على أنها موجودة خارج نطاق عقول أحد الكتاب اليونانيين الذي قام بتأليف ما كان ينوي أن تكون مجرد قصة حب رومنسية». كتب هارولد ديفيز أن «البحث الجاد فشل في الربط بين كاترين وبين أي شخصية تاريخية»، وقد افترض أن كاترين كانت اختراعًا غرضه تقديم نظير لقصة الفيلسوفة الوثنية هيباتيا (350-370 - 415 م).
تدعم الأبحاث الحديثة افتراض ديفيس بأن أسطورة كاثرين الإسكندرية تستند على الأرجح إلى حياة هيباتيا وقتلها، مع عكس أدوار المسيحيين والوثنيين. كانت هيباتيا عالمة رياضيات يونانية وعالمة فلك وفيلسوفة، قُتِلت بوحشية على يد مجموعة من المسيحيين بعد اتهامها بالعمل على تفاقم الصراع بين شخصيتين بارزتين في الإسكندرية، الحاكم أوريستيس، والأسقف كيرلس الأول.

في كتابها «طائفة القديسة كاترين الإسكندرانية في أوائل العصور الوسطى في أوروبا»، تناقش كريستين والش «كاترين التاريخية»:

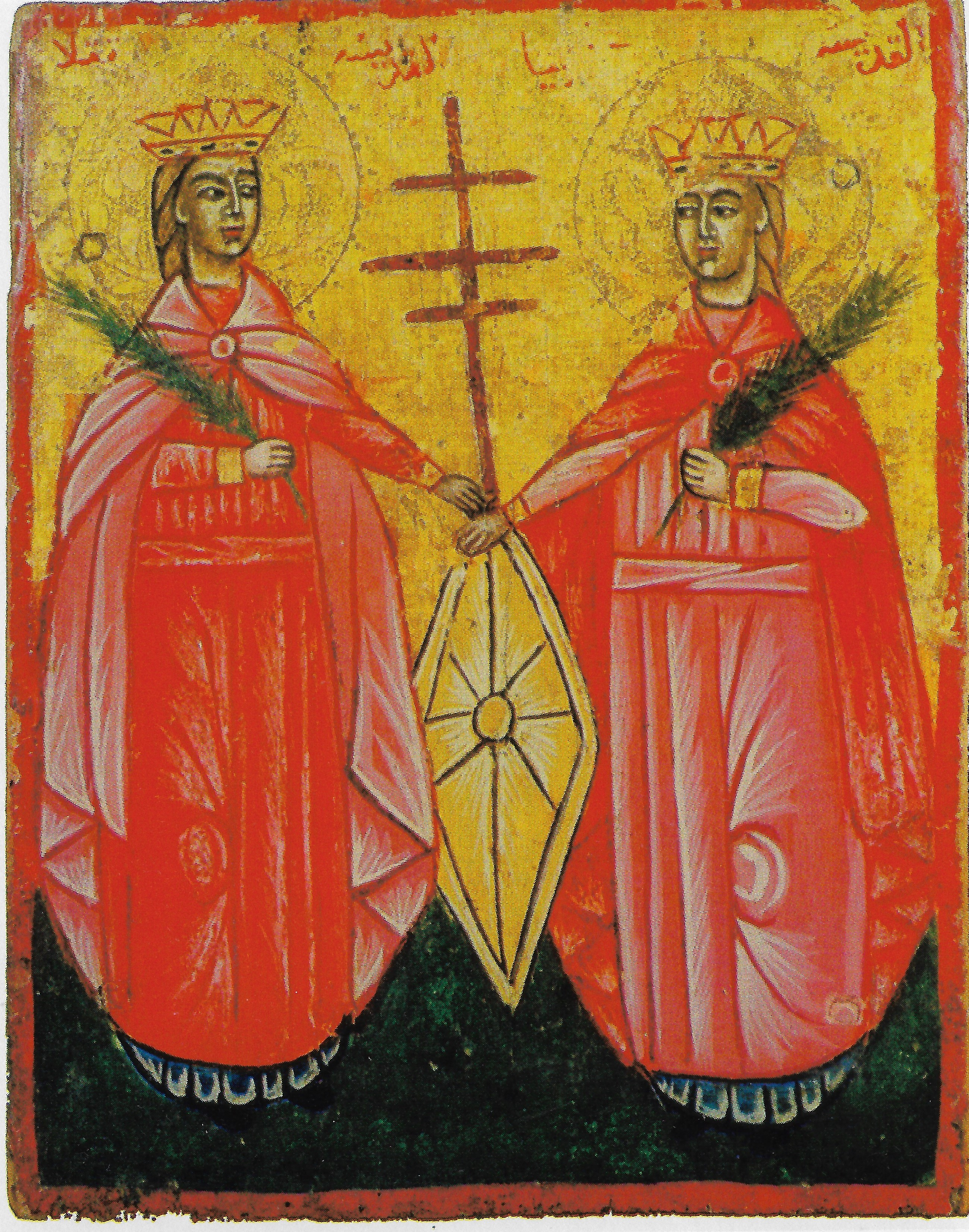
أيقونة القديستين تقلا وكاترينا في كنيسة يبرود الأثرية (كنيسة القديسين قسطنطين وهيلانة) في سوريا.

«كما رأينا، على الأرجح نشأ تقديس القديسة كاثرين الإسكندرانية من تقاليد شفهية عن اضطهاد دقلديانوس للمسيحيين في الإسكندرية في القرن الرابع. لا يوجد أي دليل على أن كاترين نفسها كانت شخصية حقيقية وربما تكون اختراعا من ذكريات النساء المضطهدات بسبب إيمانهن.»

## اسم
يظهر اسمها في اليونانية كـ Αἰκατερίνη (Aikaterínē) أو Ἑκατερίνη (Hekaterínē). تمت مناقشة أصل الكلمة: يمكن أن يُشتق من ἑκάτερος (hekáteros، «كل من اثنين»)؛ يمكن أن تكون مشتقة من اسم الإلهة هيكات؛ يمكن أن تكون مرتبطة باليونانية αἰκία (aikía، «إهانة، غضب، معاناة، تعذيب»)؛ أو يمكن أن يكون من اسم قبطي يعني «تكريسي لاسمك». في العصر المسيحي المبكر أصبحت مرتبطة باليونانية καθαρός (katharós، "pure")، وتم تغيير التهجئة اللاتينية من Katerina إلى Katharina لتعكس هذا.
مما يعكس هذا الالتباس، تذكر روفينوس أن اسمها الأول كان دوروثيا (Δωροθέα) وأنه عند تعميدها حصلت على اسم Aikaterina (Αἰκατερίνα)، اسم يدل على طبيعتها النقية والنظيفة وغير الملوثة (من اليونانية αἰὲν καθαρινά، «نظيف من أي وقت مضى»). 

## عبادة القرون الوسطى
كانت كاثرين واحدة من أهم القديسين في الثقافة الدينية في أواخر العصور الوسطى ويمكن القول إنها تعتبر أهم الشهداء البكر، وهي مجموعة تضم أغنيس من روما ومارغريت أنطاكية وباربرا ولوسيا من سيراكيوز وفاليري من ليموج والعديد من الآخرين. اشتهرت قوتها كشفيعة وثبتت بقوة في معظم نسخ سيرها القديسة، حيث تتوسل إلى المسيح على وجه التحديد في لحظة وفاتها للإجابة على صلوات أولئك الذين يتذكرون استشهادها ويستدعون اسمها. 
كان الدافع وراء تطور طقوسها في العصور الوسطى هو إعادة اكتشاف جسدها حوالي عام 800 (حوالي 500 سنة بعد وفاتها) في جبل سيناء، من المفترض أن الشعر لا يزال ينمو وتدفقاً ثابتاً من زيت الشفاء المنبعث من جسدها. هناك العديد من روايات الحج التي تؤرخ الرحلة إلى جبل سيناء، وأبرزها روايات جون ماندفيل والفرير فيليكس فابري. ومع ذلك، في حين أن الدير في جبل سيناء كان أشهر موقع لحج كاترين، إلا أنه كان أيضًا الأكثر صعوبة في الوصول إليه. كان أبرز مزار غربي هو دير روان الذي ادعى أنه يضم أصابع كاثرين. لم تكن وحدها في الغرب، مع ذلك، ورافقها العديد من الأضرحة المتناثرة والمذابح المخصصة لكاثرين في جميع أنحاء فرنسا وإنجلترا. كان بعضها من المواقع الأكثر شهرة، مثل كانتربري وويستمنستر، اللتين ادعتا وجود قنينة من زيتها، أعادها إدوارد المعترف من جبل سيناء.   الأضرحة الأخرى، مثل سانت كاترين هيل، هامبشاير محورًا للحج المحلي بشكل عام، وكثير منها تم تحديده فقط من خلال إشارات وجيزة في نصوص مختلفة، بدلاً من الأدلة المادية. 

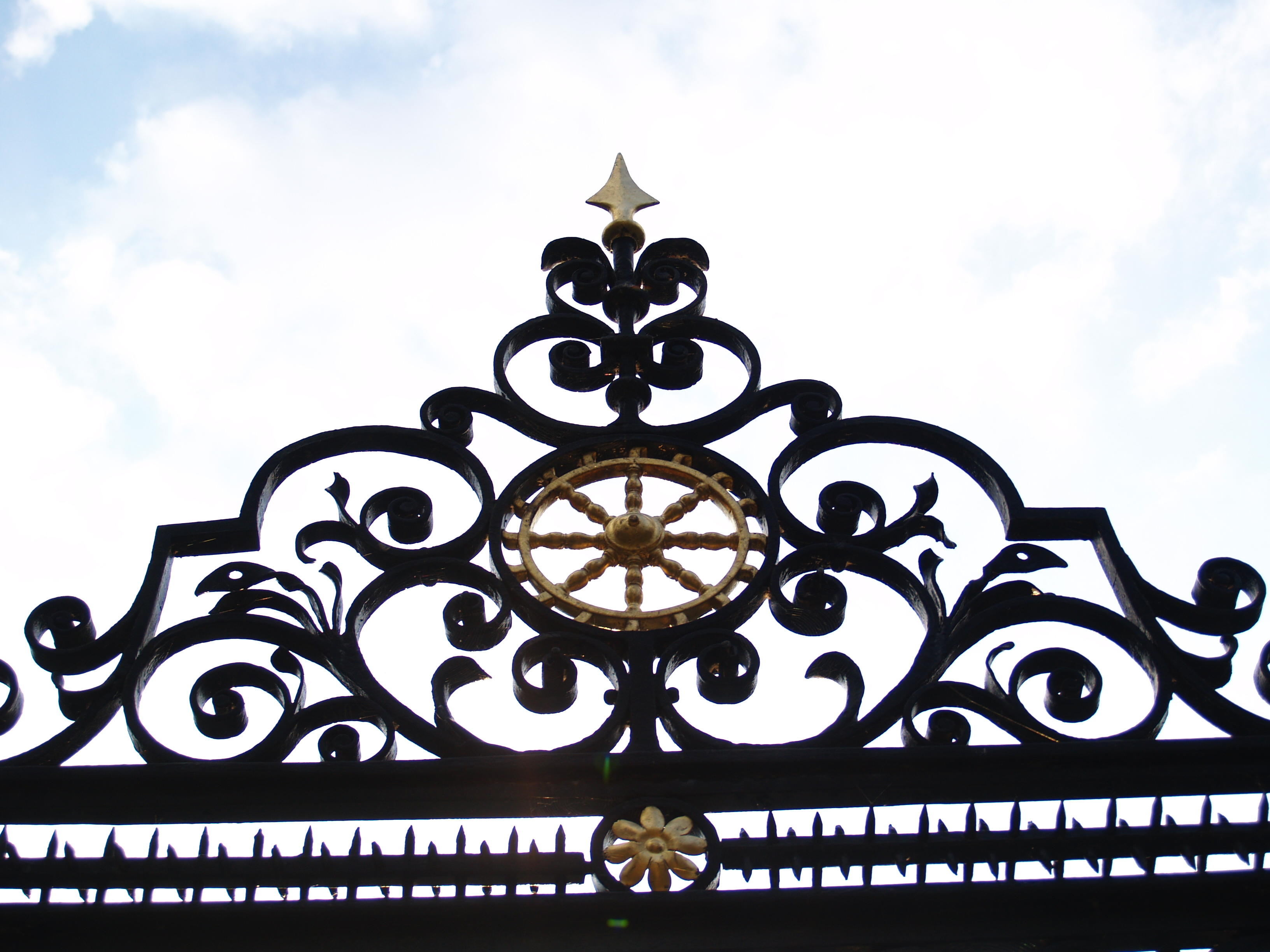
كلية سانت كاثرين، كامبردج جيت كاثرين ويل

تأسست كلية سانت كاثرين، كامبريدج في يوم سانت كاثرين (25 نوفمبر) 1473 من قبل روبرت وودلارك (عميد كلية كينجز، كامبريدج آنذاك) الذي سعى إلى إنشاء مجتمع صغير من العلماء الذين يدرسون اللاهوت والفلسفة حصريًا. ربما اختار Wodelarke الاسم تكريما لكاثرين من Valois، والدة هنري السادس ملك إنجلترا، على الرغم من أنه من المرجح أنه تم تسميته كجزء من عبادة عصر النهضة في سانت كاترين، التي كانت شفيع التعلم.

معطف أكسفورد لكلية سانت كاترين

كلية سانت كاترين، أكسفورد تطورت من تفويض الطلاب غير المرتبطين التي تشكلت في عام 1868.
كان لدى كاثرين أيضًا عدد كبير من المتابعين، وكان من غير المرجح أن يتم التعبير عن إخلاصهم من خلال الحج. ازدادت أهمية الشهداء البكر كمحور تفاني ونماذج للسلوك الأنثوي السليم خلال العصور الوسطى المتأخرة.    ومن بين هؤلاء، سانت كاترين على وجه الخصوص تم استخدامها بوصفها نموذجا للمرأة، وهو المركز الذي في بعض الأحيان محل لها توسطي الدور.  كل من كريستين دي بيزان وجيفري دي لا تور لاندري إلى كاثرين كنموذج للشابات، مؤكدين على نموذجها للعذرية و «عفة الزوجة».    منذ أوائل القرن الرابع عشر، ظهر الزواج الصوفي للقديسة كاترين لأول مرة في أدب سير القديسين، وبعد ذلك بفترة وجيزة، في الفن. بدأت شعبية طقوسها في الانخفاض في الكنيسة الغربية في القرن الثامن عشر. 

## تبجيل

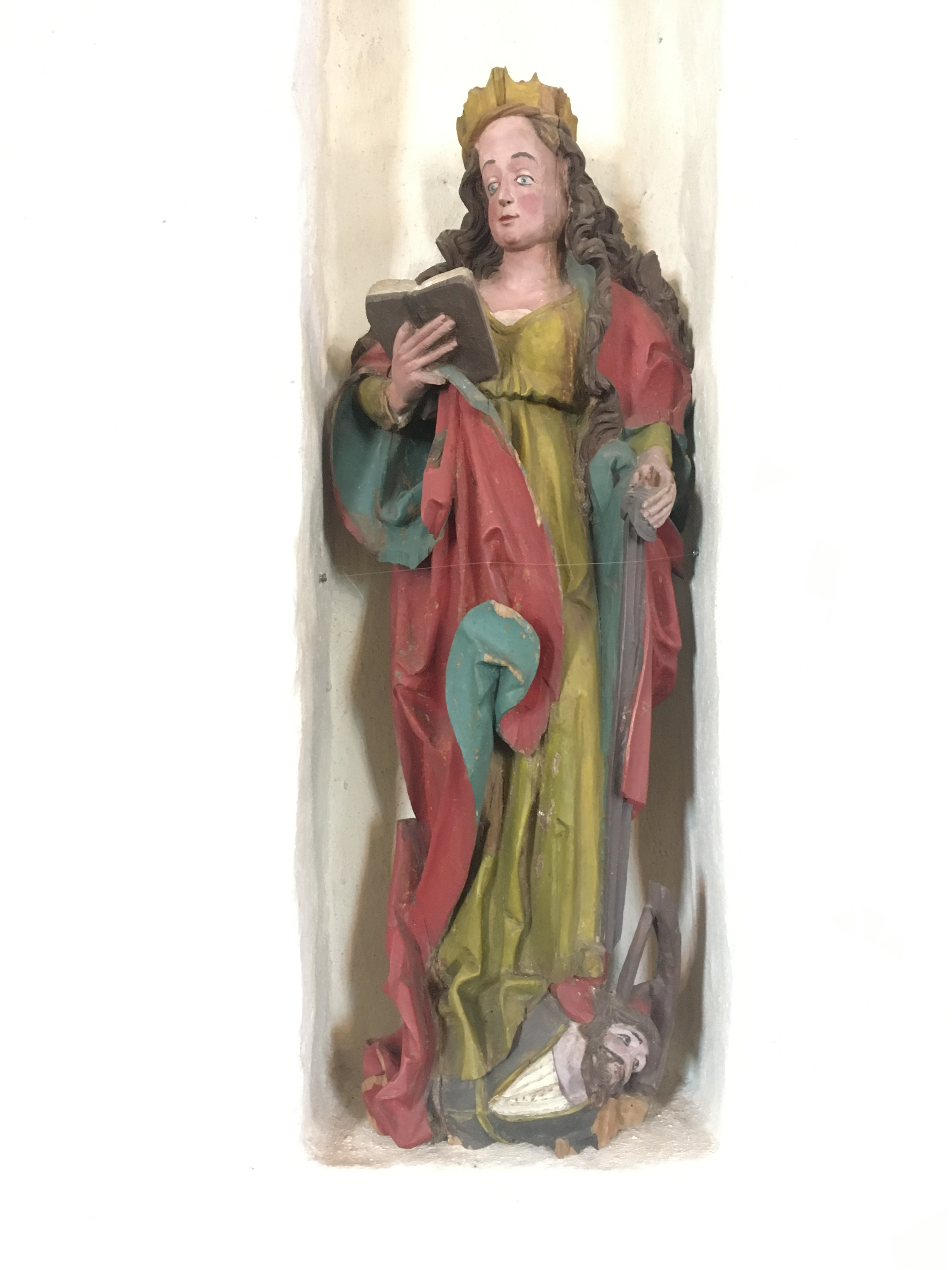
تمثال خشبي للقديسة كاترين من الإسكندرية في كنيسة كوربو في فنلندا.

الرمز الرئيسي لها هو عجلة ارتفعت، الذي أصبح يعرف باسم عجلة كاترين، ولها يوم العيد الذي يحتفل به في 25 تشرين الثاني من قبل معظم الكنائس المسيحية. لكن الكنائس الأرثوذكسية الشرقية الروسية والبولندية والصربية والبلغارية تحتفل به في 24 نوفمبر. الأصل الدقيق لهذا التقليد غير معروف. في كييف روس في القرن الحادي عشر، تم الاحتفال بيوم العيد في 25 نوفمبر. ديميتري روستوف في كتابه Kniga zhyttia sviatykh (كتاب حياة القديسين)، T.1 (1689) يضع تاريخ الاحتفال في 24 نوفمبر. إن القصة التي لم ترغب الإمبراطورة كاثرين العظيمة في مشاركة وليمة الوليمة الخاصة بها مع تخليص عيد تقديم والدة الإله وبالتالي غيرت التاريخ لا تدعمها الأدلة التاريخية. واحدة من أوائل الكنائس الرومانية الكاثوليكية التي تم بناؤها في روسيا، الكنيسة الكاثوليكية سانت كاترين، سميت على اسم كاثرين الإسكندرية لأنها كانت راعية كاترين العظمى. حاشية سفلية لمدخل 25 تشرين الثاني (نوفمبر) في The Synaxarion التي جمعها هيرومونك مكاريوس من سيمونوس بيترا تنص على ما يلي: «حتى القرن السادس عشر، تم الاحتفاظ بذكرى القديسة كاترين في 24 نوفمبر. وفقًا لمذكرة من بارثولوميو من Koutloumousiou تم إدراجها في Menaion، نقل آباء سيناء التاريخ إلى 25 نوفمبر من أجل الحفاظ على العيد بمزيد من الجدية».
تصف الموسوعة الكاثوليكية لعام 1908 أهميتها التاريخية:
في المرتبة مع سانت مارغريت العذراء وسانت باربرا باعتبارها واحدة من أربعة عشر المساعدين المقدسة في السماء، كانت تشيد بلا انقطاع من قبل الدعاة وغنى من قبل الشعراء. ويعتقد أن جاك بينين بوسويت مكرسة لها واحدة من أجمل له وأن القديس فيكتور كتب قصيدة رائعة تكريما لها.في كثير من الأماكن، كان يتم الاحتفال بعيدها بأقصى قدر من الجدية، وقمع العمل الذليل والولاءات التي يحضرها عدد كبير من الناس. في العديد من الأبرشيات الفرنسية، كان يُحتفل به باعتباره يومًا مقدسًا للالتزام حتى بداية القرن السابع عشر، حيث طغى روعة احتفاله على أعياد بعض الرسل. تم وضع العديد من المصليات تحت رعايتها، وكان لكل الكنائس تقريبًا تمثال لها يمثلها وفقًا لأيقونة العصور الوسطى ذات العجلة، وهي أداة التعذيب. 

## الملابس
في فرنسا، كانت تسمى النساء غير المتزوجات اللائي بلغن 25 عامًا «كاثرينات». كانوا يرتدون قلنسوة غنية بالزينة في يوم عيدها. أدت هذه العادة إلى ظهور المصطلح الفرنسي 'coiffer Sainte-Catherine' («قلنسوة دون سانت كاترين»)، لوصف امرأة غير متزوجة تتراوح أعمارها بين 25 و 30 عامًا.
تخليدا لذكرى تضحيتها في بعض المنازل، يتم تقديم الأطعمة المصرية وغيرها من الأطعمة الشرق أوسطية لعيدها، مثل الحمص أو سلطة التبولة. المفضلة أيضًا هي البطيخ المقطوع إلى دوائر مع «محاور» الشربات، أو ملفات تعريف الارتباط على شكل عجلات مسننة مع تثليج.[بحاجة لمصدر]
وفي الوقت نفسه، وذلك بسبب عدة ظروف في حياته، نيكولاس ميرا اعتبر راعي الشباب العزاب والطلاب، وأصبح كاترين راعية الشباب عوانس وطالبة. نظرًا لكونها أقدس عذارى المسيح وأكثرهم شهرة بعد السيدة العذراء مريم، فقد كان من المناسب أنها، من بين جميع الآخرين، يجب أن تكون جديرة بمراقبة عذارى الدير والشابات في العالم. بعد أن أصبحت العجلة المسننة رمزًا للقديسة، وضع سائقو العجلات والميكانيكيون أنفسهم تحت رعايتها. وأخيرا، وفقا للتقاليد بقيت ليس فقط عذراء تحكم شغفها وغزا الجلادين لها من قبل مرهقا صبرهم، ولكن انتصرت في العلم عن طريق إغلاق أفواه السفسطائيون، وقد ناشد الشفاعة لها من قبل علماء الدين، المدافعون، منبر الخطباء والفلاسفة. قبل الدراسة أو الكتابة أو الوعظ، طلبوا منها أن تنير عقولهم، وتوجه أقلامهم، وتبليغ كلامهم ببلاغة. هذا التكريس لكاثرين الذي اتخذ مثل هذه النسب الهائلة في أوروبا بعد الحروب الصليبية،  تلقى إكلات إضافية في فرنسا في بداية القرن الخامس عشر، عندما ترددت شائعات بأنها تحدثت إلى جان دارك، ومعها مارجريت من أنطاكية، تم تعيينه إلهياً كمستشار لجوان. 

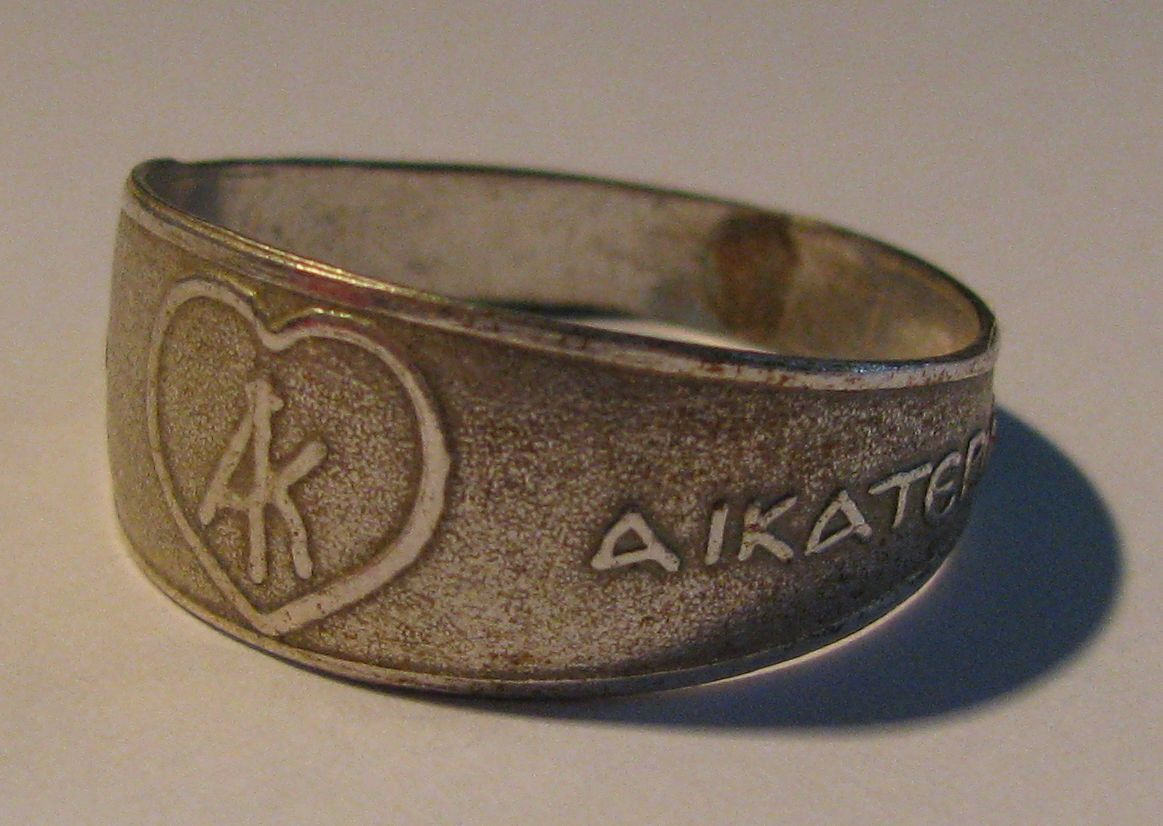
خاتم القديسة كاترين، يُمنح للحجاج الذين يزورون جبل سيناء.

لا يزال الإخلاص لكاثرين قويًا بين الكاثوليك الشرقيين والمسيحيين الأرثوذكس الشرقيين. مع السهولة النسبية للسفر في العصر الحديث، ازدادت رحلات الحج إلى دير سانت كاترين على جبل سيناء. يُمنح الحجاج إلى الدير خاتمًا وُضِع على ذخائر القديس evlogia (نعمة) في ذكرى زيارتهم. 
تُذكر كاترين من الإسكندرية في كنيسة إنجلترا بإحياء ذكرى يوم 25 نوفمبر.

## الإرث

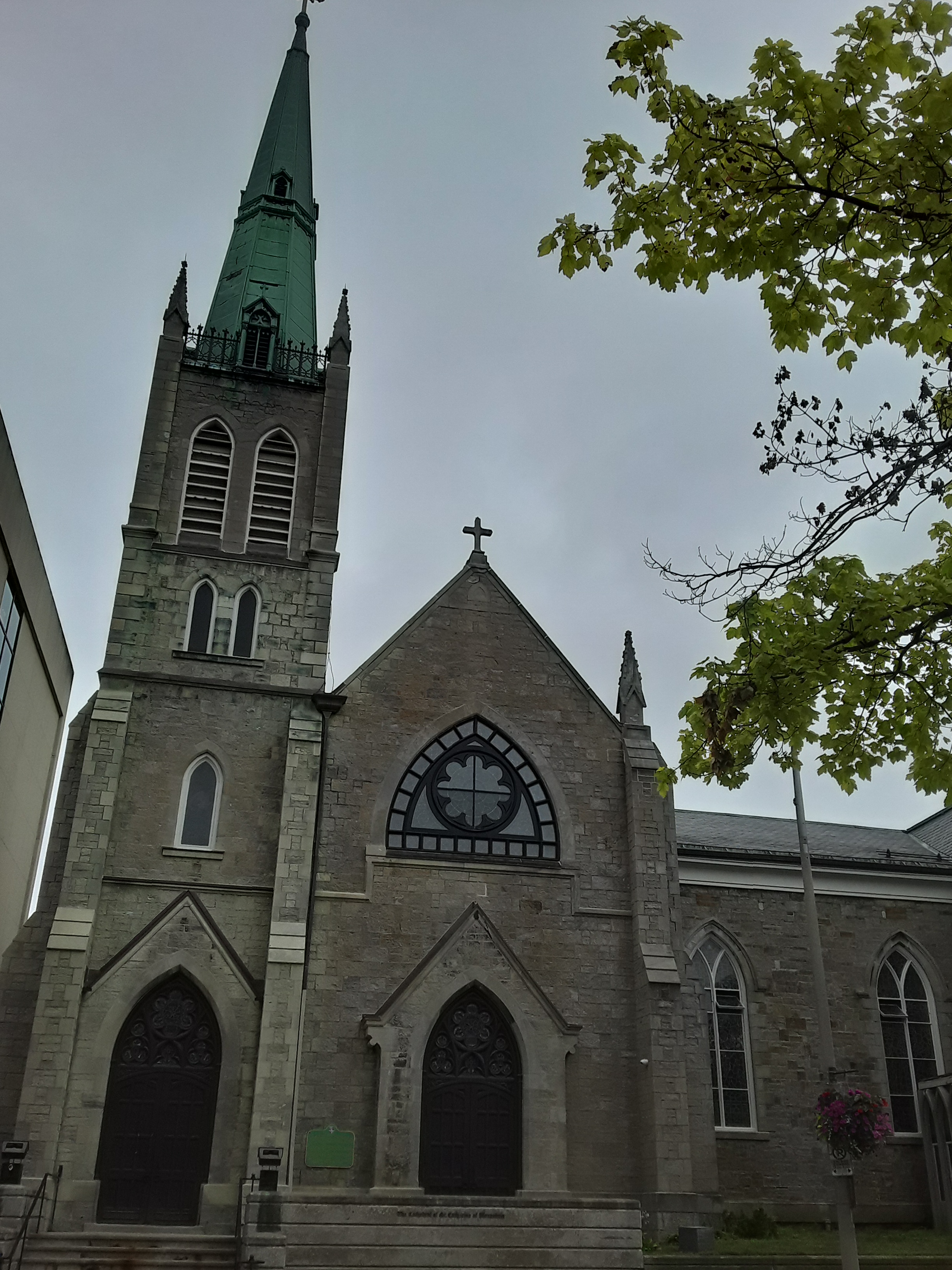
كاتدرائية مخصصة لكاثرين الإسكندرية وتقع في سانت كاثرينز، أونتاريو، كندا.

أخذت عجلة كاثرين النارية، التي تدور مع شرارات متطايرة في كل الاتجاهات، اسمها من عجلة القديس الاستشهاد  سميت فوهة البركان كاتارينا باسم سانت كاترين. جزيرة سانتا كاتارينا، البرازيل تأخذ اسمها من القديس؛ تأخذ ولاية سانتا كاتارينا اسمها من الجزيرة التي استقرت أولاً.
يقع خليج سانتا كاتالينا في المحيط الهادئ على الساحل الغربي لأمريكا الشمالية. جزيرة سانتا كاتالينا قبالة ساحل كاليفورنيا، تم تسميتها من قبل سيباستيان فيزكاينو، التي وصلت إلى هناك في يوم عيدها. تحمل جبال سانتا كاتالينا في ولاية أريزونا اسمها. سميت سانت كاثرينز، أونتاريو باسمها، وكذلك كارينا، فنلندا.
تأسست جامعة سانت كاترين في سانت بول بولاية مينيسوتا عام 1905 على يد راهبات القديس يوسف من كارونديليت وسميت على اسم سانت كاترين في الإسكندرية. مدرسة سانت كاترين، هي مدرسة أسقفية أسقفية مستقلة في ريتشموند، فيرجينيا. تحتفل مدرسة سانت هيلين وسانت كاثرين للبنات في أوكسفوردشاير بإنجلترا «بعيد القديسة كاثرين» في شهر نوفمبر من كل عام. تم اختيار اسم مدرسة سانت كاثرين للبنات (كوون تونج) في هونج كونج على اسم مدرسة سانت آن لأنه يبدو أفضل عند ترجمته إلى اللغة الصينية.

## في الفن

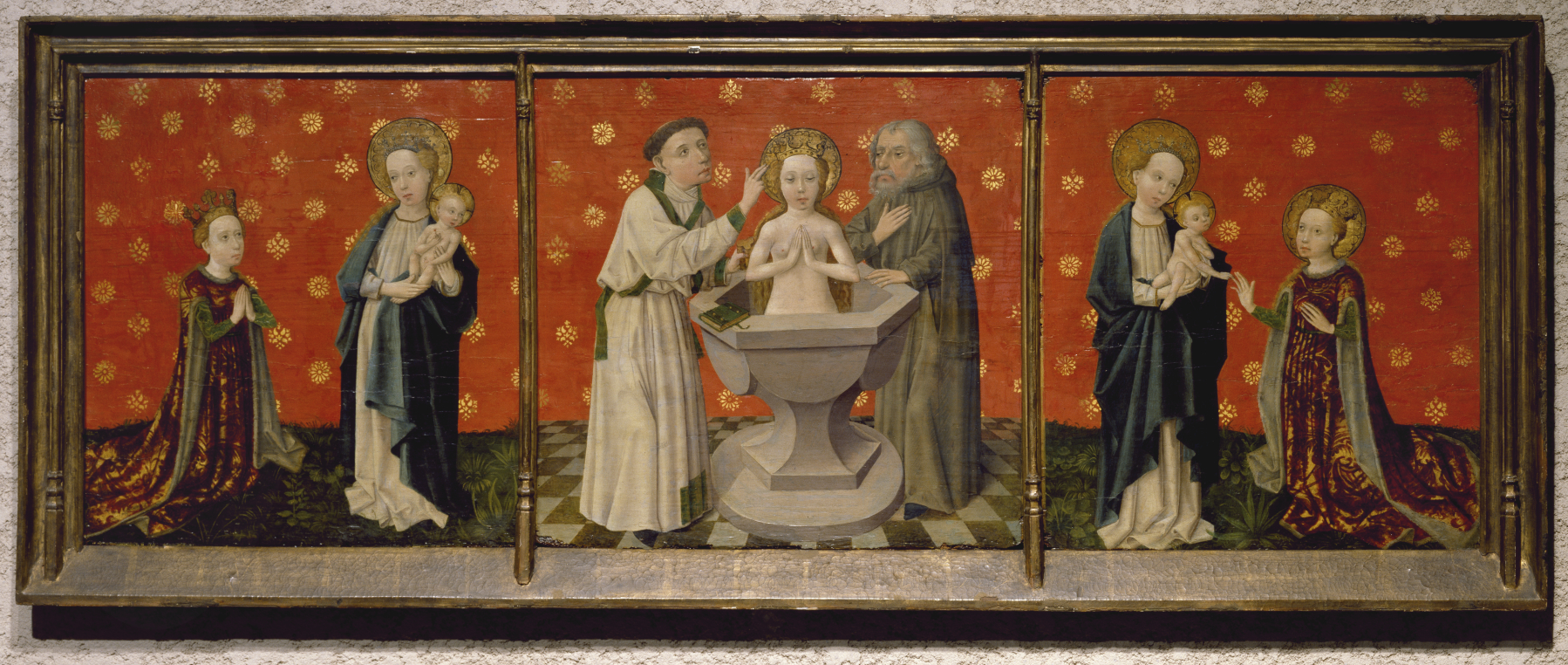
مشاهد من حياة القديسة كاترين في الإسكندرية، ألمانيا، كاليفورنيا. القرن الخامس عشر، متحف والترز للفنون

سانت كاترين في شعار النبالة السابق لمدينة كارينا

تم تصوير عدد لا يحصى من صور سانت كاترين في الفن، خاصة في أواخر العصور الوسطى، وهو أيضًا الوقت الذي ظهر فيه أول ظهور أدبي لرواية زواج سانت كاترين الصوفي. يمكن التعرف عليها بسهولة لأنها ترتدي ملابس غنية وتتويجها، بما يتناسب مع رتبتها كأميرة، وغالبًا ما تحمل أو تقف بجانب جزء من دولابها كسمة. كما أنها تحمل في كثير من الأحيان إما كف شهيد أو السيف الذي تم إعدامها به بالفعل. غالبًا ما يكون لديها شعر أشقر طويل غير مقيد أو أحمر (غير مقيد لأنها غير متزوجة). عادةً ما تُظهر رؤية القديسة كاثرين في الإسكندرية الطفل المسيح، الذي تحمله السيدة العذراء، وهو يضع خاتمًا (إحدى سماتها) على إصبعها، متبعًا بعض الحسابات الأدبية، على الرغم من أنه يبدو بالغًا في النسخة الموجودة في الأسطورة الذهبية، ويتم الزواج بين حشد كبير من الملائكة و «كل البلاط السماوي»،  ويمكن أيضًا إظهار هذه. 
يتم عرضها بشكل متكرر وهي تحضر إلى العذراء والطفل، وعادة ما تكون بارزة في مشاهد سيد العذراء بين العذارى، حيث تظهر مجموعة من القديسين البكر يحيطون بالعذراء والطفل. تشمل اللوحات البارزة اللاحقة لكاثرين شخصيات فردية لرافائيل في المعرض الوطني، وكارافاجيو (في متحف تيسين بورنيميزا، مدريد). 

## في الموسيقى
- Adest يموت انتصار، تسلسل في 9 أصوات تكريما لسانت كاترين، من قبل فرانسيسكو فالس.
- عجلة كاثرين (ألبوم)، النوتة الموسيقية لديفيد بيرن بتكليف من تويلا ثارب.

### وسائل الإعلام المعاصرة
- المشهد الافتتاحي للمسلسل التلفزيوني آل سوبرانو الحلقة 38، " Amour Fou "، يظهر زوجة الغوغاء كارميلا سوبرانو وابنتها ميدو سوبرانو في معرض فني، حيث (من بين مواضيع أخرى) يناقشون لوحة خوسيه دي ريبيرا: الزواج الصوفي لـ سانت كاترين من الإسكندرية.
- بدأ إنتاج فيلم عن كاثرين، يسمى انحدار إمبراطورية، في يناير 2010 وتم إصداره في عام 2014.[37]

## روابط خارجية
- كاترين الإسكندرانية على موقع الموسوعة البريطانية (الإنجليزية)
- كاترين الإسكندرانية على موقع إن إن دي بي (الإنجليزية)
- باسيو سانكتي كاثرينيا- القرن الحادي عشر (بين 1033 و 1048)؛ في ويكي مصدر اللاتينية
- تفاصيل حياة سانت كاترين- كنيسة القديسة كاترين الأرثوذكسية؛ يتضمن معرضا لأيقونات القديس
- كنيسة سانت كاترين في جزيرة موهو (إستونيا)
- القديسة كاترين من الإسكندرية في موقع الويب الخاص بالأيقونات المسيحية
- «حياة القديسة كاترين والعذراء والشهيدة» من ترجمة كاكستون للأسطورة الذهبية
- تمثال كولونيد ساحة القديس بطرس